# Хлиновський кремль
Хли́новський кремль — фортеця, дерев'яна оборонна споруда міста Хлинова (сучасний Кіров).

## Історія
Кремль був збудований в 1455–1457 роках, в період боротьби Вятської республіки в складі Галицької коаліції північних російських міст проти Москви. Площу він мав приблизно 4 га. З півдня та сходу був прикритий природними перешкодами — стрімким берегом річки та яру Засора, із заходу та півночі кремль обмежовувався штучним ровом. Окрім башт, фортечна стіна включала в себе 3 виводи для пищалів і 2 рублені городні. За 300 м від кремля, в районі Олександрівського саду знаходилось древнє городище XII–XV століть.

План Хлинова в XVIII столітті. Праворуч в центрі містився кремль

Система оборонних споруд продовжувала укріплюватись і після приєднання до Московської держави в 1489 році. Посад був зміцнений ровом та частоколом. В 1620-ті роки уздовж північно-західної сторони кремля був зведений дерев'яний Преображенський монастир. Утворення в 1656 році В'ятської та Великопермської єпархії з центром у місті Хлинов означало, що уряд надавав важливого значення укріплення впливу церкви на просторих територіях далеко від Москви. Місце для архієрейського дому було визначене саме в кремлі.
За наступні 50 років кремль перетворився з фортеці для оборони міста у комплекс культових споруд, церква все інтенсивніше вела кам'яне будівництво храмів та будівель. В 1670-ті роки нові межі посаду були охоплені «земляним містом». Фортечна стіна посаду тепер була підсилена ровом, валами, виходами та городнями. Руйнування стін кремля та посаду почалось вже після сильної пожежі 1700 року. Останні башти та залишки фортечних стін були ліквідовані в ході перепланування міста Филимоном Росляковим в кінці XVIII століття.
На межі XVII-XVIII століть кремль стає місцем, де знаходиться архієрейська кафедра, головний храм вятської землі. Першим кам'яним храмом став Свято-Троїцький та Миколаївський собор, збудований в 1676–1683 роках. Одночасно з ним був збудований кам'яний архієрейський дім. Обидві будівлі неодноразово пошкоджувались пожежами, остання з яких 1752 року пошкодила будівлі настільки, що їх прийшлось розібрати. Не збереглися також і новий Свято-Троїцький собор, збудований на місці старого в 1760–1772 роках, і Богоявленська соборна церква, закладена в червні 1698 року. Крім двох кам'яних храмів на території кремля в різний час були збудовані архієрейські та консисторські палати, будинки церковнослужителів та півчих, конюшня, огорожа та багато господарських будівель: кузня, келії, кухня, будинок лакеїв, сушильні, погреби, комори, каретні та дровники.
У XVIII-XIX століттях на території колишнього кремля розмістився комплекс кам'яних церковних будівель, в тому числі Троїцький кафедральний собор, Преображенський монастир, будинок архієпископа та консисторія. В XIX столітті цей ансамбль був гранично довершений білокам'яною огорожею з башточками, які повторювали контури колишньої фортечної стіни.
У 1930-ті роки собори та огорожа були повністю знищені. Лише фрагменти стіни увійшли до цокольних поверхів двох типових будинків на березі Засорного яру. На сьогодні від кремля збереглися лише 3 фрагменти посадського фортечного валу.